# Agonista do receptor GABA

Estrutura química do ácido gama-aminobutírico (GABA)

Um agonista do receptor GABA é uma classe farmacológica de drogas que agonizam um ou mais dos receptores GABA, produzindo efeitos sedativos e, em alguns fármacos, podem exercer propriedades ansiolíticas, anticonvulsivantes e/ou relaxante muscular.

## Receptor GABAA

### Agonistas
- Abecarnil[2]
- Barbitúricos (em doses altas)[3]
- Eszopiclona
- Bamaluzol
- Fengabina
- Ácido gama-aminobutírico (GABA)
- Gabamida
- Ácido gama-amino-beta-hidroxibutírico (GABOB)
- Gaboxadol
- Ácido ibotênico
- Isoguvacina
- Ácido isonipecótico
- Muscimol
- Muscimol
- Picamilon
- Progabida
- Propofol
- Quisqualamina
- Topiramato
- Zolpidem

### Moduladores alostéricos positivos ao receptor GABAA(PAMs)
- Álcoois (por exemplo, etanol, isopropanol)
- Avermectinas (por exemplo, ivermectina)
- Barbitúricos (por exemplo, fenobarbital)
- Benzodiazepinas (por exemplo, diazepam, alprazolam)
- Brometos por exemplo, brometo de potássio)
- Carbamatos (por exemplo, meprobamato, carisoprodol)
- Hidrato de cloral
- Diidroergolinas
- Imidazóis (por exemplo, etomidato)
- Não benzodiazepínicos (por exemplo, zaleplona, zolpidem, zopiclona, eszopiclona)
- Propofol
- Piperidinedionas (por exemplo, glutetimida)
- Compostos orgânicos voláteis (por exemplo, clorofórmio, éter dietílico, sevoflurano)

## Receptor GABAB

### Agonistas
- 1,4-butanodiol
- Baclofeno[2]
- GABA
- GABOB
- Gama-butirolactona (GBL)
- Ácido gama-hidroxibutírico (GHB)
- gama-Valerolactona (GVL)
- Fenibute
- Picamilon
- Progabida
- SL-75102
- Tolgabida

### PAMs
- ADX-71441

## Receptor GABAC

### Agonistas
- CACA
- GABA
- GABOB
- Picamilon
- Progabida
- Tolgabida[2]

### PAMs
- Neuroesteroides (por exemplo, alopregnanolona, afaxalona)